# Philippus Rovenius
Philippus Rovenius (nid. Filips van Rouveen) (ochrzczony 1 stycznia 1573 w Deventer, zm. 10 października 1651 w Utrechcie) – wikariusz apostolski misji holenderskiej w latach 1614–1651.
Studiował w Leuven. Święcenia kapłańskie otrzymał w 1599. W 1602 został prezesem holenderskiej szkoły kapłańskiej w Kolonii, a w 1605 wikariuszem generalnym diecezji Deventer.
W 1614 zastąpił Vosmeera Sasbouta na stanowisku wikariusza apostolskiego. W dniu 8 listopada 1620 w Brukseli, został wyświęcony na tytularnego arcybiskupa Filippi. Osiadł w Oldenzaal, następnie przeniósł się do Groenlo (gdzie był naocznym świadkiem oblężenia miasta w 1627). Ostatecznie przybył do Utrechtu gdzie zmarł. W 1640 roku otrzymał zakaz wjazdu na teren Amsterdamu. 
Rovenius dokonywał reorganizacji Kościoła katolickiego w Holandii, próbując wprowadzać decyzje Soboru Trydenckiego. Mimo że zaprzyjaźnił się w Leuven z Janseniusem, pozostał wierny Rzymowi i jego decyzjom, aż do śmierci.